# 1838 w sztukach plastycznych
Wydarzenia w sztukach plastycznych i wizualnych w 1838 roku.

## Malarstwo

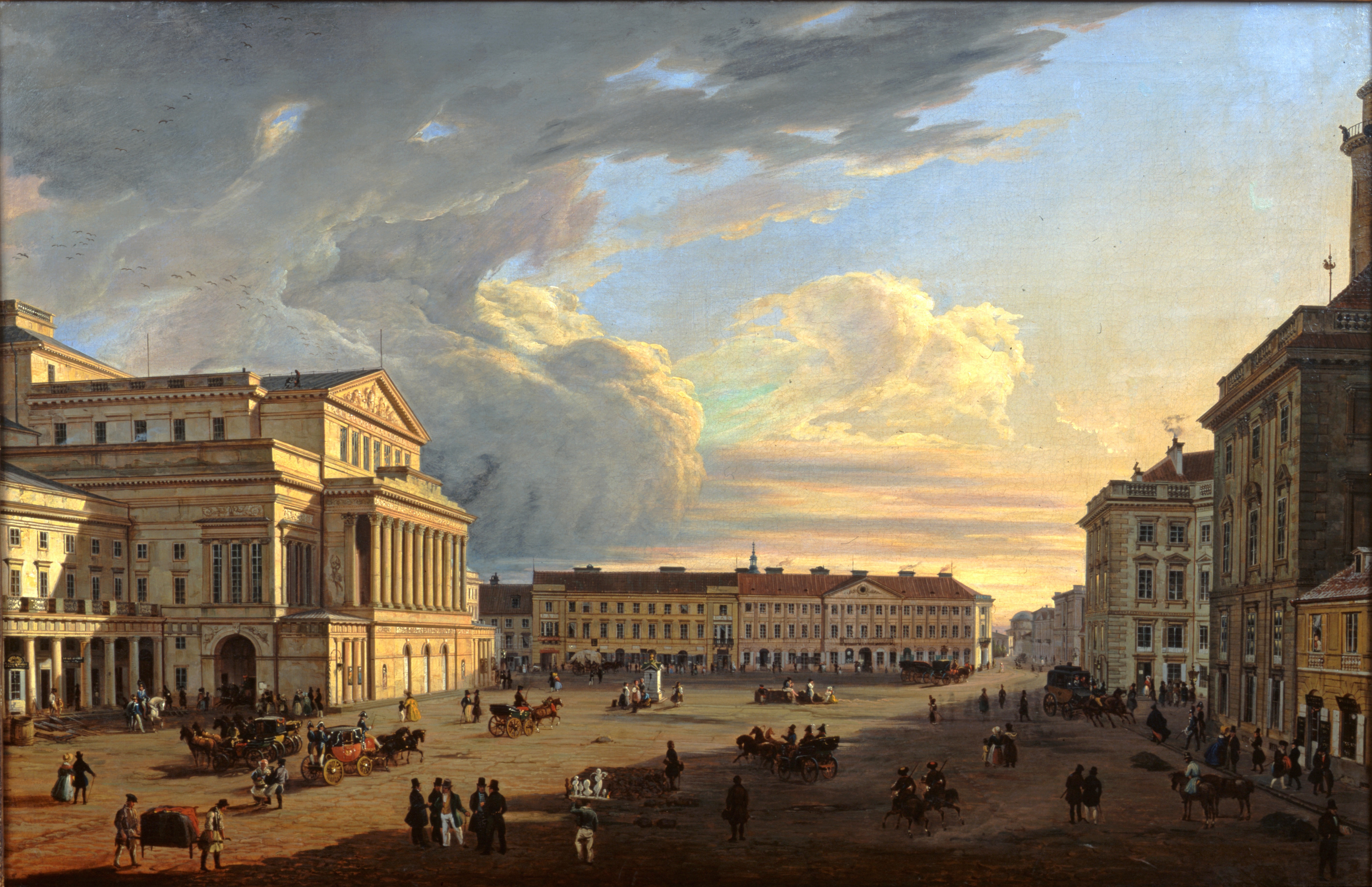
Marcin Zaleski Plac Teatralny

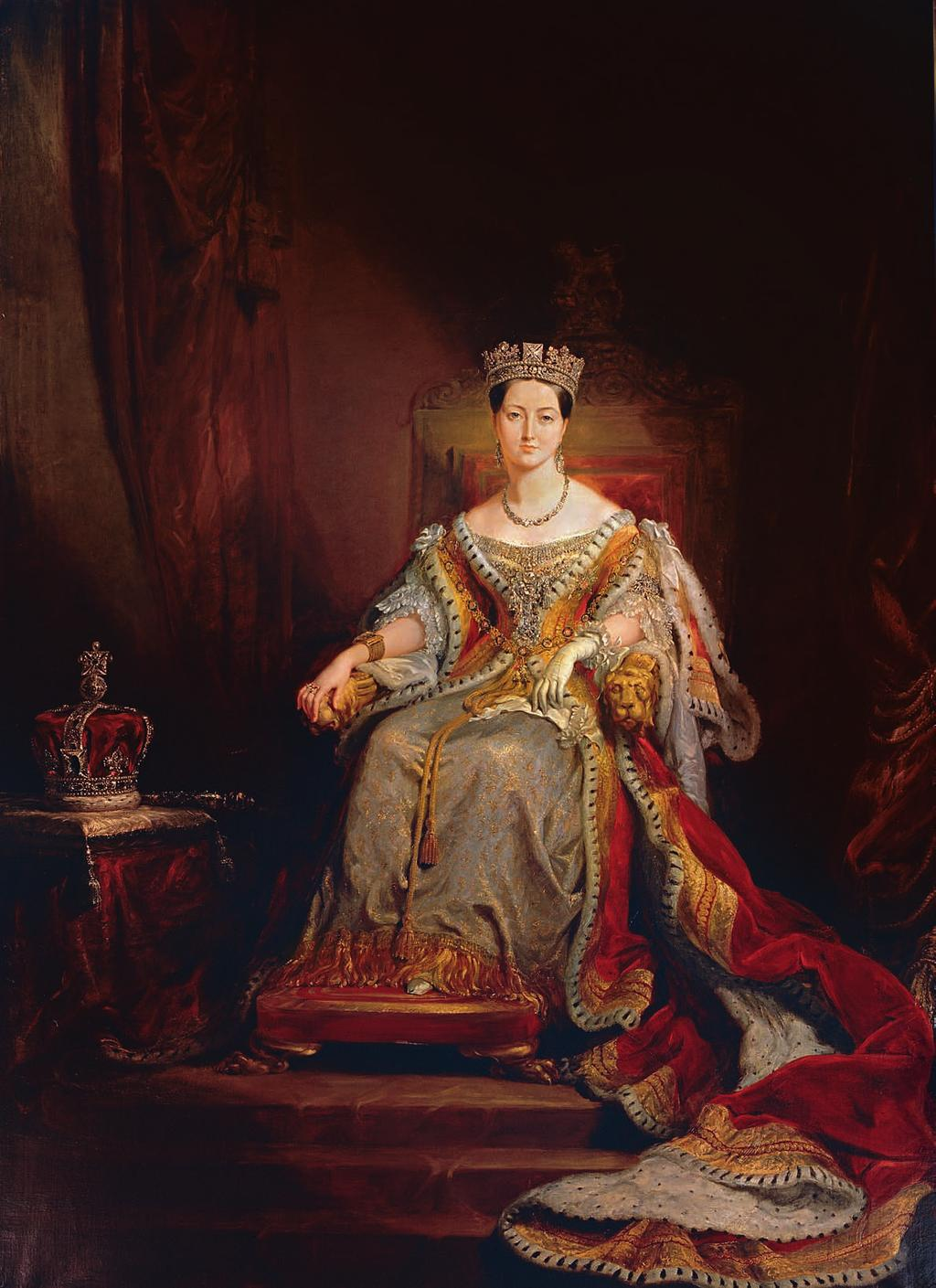
George Hayter Królowa Wiktoria zasiadająca na tronie w Izbie Lordów

- Marcin Zaleski

Plac Teatralny – olej na płótnie, 81 × 123 cm

## Urodzeni
- 28 marca – Jean-Paul Laurens (zm. 1921), francuski malarz i rzeźbiarz
- 15 maja – Nicolae Grigorescu (zm. 1907), rumuński malarz
- 11 czerwca – Marià Fortuny (zm. 1874), hiszpański malarz i grafik
- 24 czerwca – Jan Matejko (zm. 1893), polski malarz historyczny
- 18 września – Anton Mauve (zm. 1888), holenderski malarz
- 18 listopada – William Keith (zm. 1911), amerykański malarz
- 31 grudnia – Jules Dalou (zm. 1902), francuski rzeźbiarz

## Zmarli
- 5 stycznia – Maria Cosway (ur. 1760), włosko-brytyjska malarka
- 7 stycznia – Joseph Grassi (ur. 1757), austriacki malarz, portrecista
- 28 lutego – Charles Thévenin (ur. 1764), francuski malarz
- 10 maja – José Aparicio (ur. 1773), hiszpański malarz
- 4 czerwca – Claude Ramey (ur. 1754), francuski rzeźbiarz
- 5 sierpnia – Anton Schimser (ur. 1790), austriacki rzeźbiarz